# Kokshetau Airlines
Kokshetau Airlines of Kokshetau Aue Zholy was een Kazachse luchtvaartmaatschappij met haar thuisbasis in Kokshetau.

## Geschiedenis
Kokshetau Airlines is opgericht in 1997 als Aviakompania Kokshetau. De thuisluchthaven was de luchthaven Kökshetaū. Vanaf 1998 is de huidige naam ingevoerd. In 2010 werd de maatschappij ontbonden.

## Diensten
Kokshetau Airlines voert lijnvluchten uit naar:(juli 2007)
Almaty, Kokshetau, Petropavlovsk.

## Vloot
De vloot van Kokshetau Airlines bestaat uit:(jan.2007)
- 2 Ilyushin IL-62M
- 3 Yakolev Yak-40()
- 1 Yakolev Yak-40K